# 版本图书馆
版本图书馆是根据国家法律或其他有关规定负责保管本国出版物样本的图书馆。世界上多数国家都通过法律规定了出版物呈缴制度（又稱法定送存），接受呈缴出版物的多数是国家图书馆，也有的国家建有专门的版本图书馆。